# Vachellia sphaerocephala
Vachellia sphaerocephala — вид квіткових рослин підродини мімозові (Mimosoideae) родини бобові (Fabaceae). Ендемічне дерево Мексики.

## Опис
Дерево заввишки до 7 м. Назва походить від форми колючок, які нагадують роги бика. Дерево має міцні симбіотичні стосунки з мурашками Pseudomyrmex ferruginea. У колючках рослини утворюються порожнини-домації, у яких мурашки облаштовують колонії.